# 德涅斯特区
德涅斯特区（羅馬化：Dnistrovskyi raion）是乌克兰切尔诺夫策州的一个区，行政中心设于克利緬齊，面积为2,131.9平方公里，人口数量为154,440人（2021年估计）。

## 历史
2020年7月18日作为乌克兰行政区划改革的一部分，切尔诺夫策州的区份数量减至3个。原克利緬齊區、霍京區、索基里亞內區，以及部分新謝利察區的区域，加上原州辖市新德涅斯特罗夫斯克合并为新的德涅斯特区。

## 行政区划
德涅斯特区下分为10个市镇。